# New Zealand School of Music
La New Zealand School of Music está situada en Wellington, Nueva Zelanda, y se trata de una institución conjunta resultado de la asociación de la Universidad Victoria de Wellington y la Universidad de Massey. Su principal objetivo es proporcionar una educación de calidad superior terciaria con programas en interpretación de la música clásica, jazz, grabación en estudios de música, composición y las Artes Sonoras. NZSM también ofrece el único curso de postgrado en Musicoterapia disponible en Nueva Zelanda / Aotearoa. 